# Piastrinoaferesi

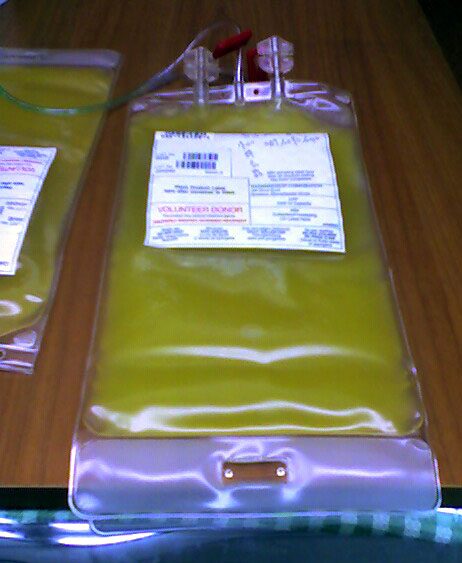
Sacca da donazione contenente piastrine

La piastrinoaferesi è una tecnica di separazione delle piastrine dagli altri elementi del sangue mediante aferesi. Le piastrine sono ottenute da donatori, con una tecnica analoga a quella di plasmaferesi. La durata della donazione è di 50-60 minuti, se si parte da donatori con piastrinemia elevata, altrimenti i tempi si possono allungare.